# ياسمين المصري
ياسمين المصري هي ممثلة مسرحية وممثلة وراقصة لبنانية من أصل فلسطيني ولدت في 21 نوفمبر 1978، بدأت الرقص في الحفلات والاعياد وفي بعض الكليبات كما انها لعبت العديد من الادوارعلى المسرح، إلى ان ظهرت لأول مرة في التلفزيون مع المخرجة والممثلة نادين لبكي في فيلم سكر بنات وبعد هذه التجربة، قامت بالتمثيل مع أكبر المسرحيين في أول مسرحية متلفزة وهي فلسطين وعندها أكثر من 16 مسرحية وعدة أفلام.

## السيرة الفنية
شاركت في العديد من المسرحيات ولاسيما المسرحيات الغنائية حيث بدأت من خلال المسرحيات الغير متلفزة. وكان أول ظهور لها في السينما مع نادين لبكي في فيلم سكر بنات، والذي يعد من أهم تجاربها الفنية. بعد عملها في سكر بنات عادت إلى التمثيل المسرحي ليصبح في رصيدها 16 مسرحية عربية متلفزة اخذت فيها دور البطولة.
اشتهرت من خلال أول ظهور لها على التلفزيون سنة 2007، وكما انها لقبت بسامية جمال الثانية من خلال ممارسة الرقص بالإضافة الي ظهورها في عدة كليبات غنائية وبعد تمثيلها بدور ثنائي في مسلسل كوانتيكو بدور ( نعمه امين - رينا امين)

## الأعمال
سكر بنات سنة 2007
دور البطولة في فيلم المر والرمان
وأيضا مثلت في الفيلم العربي الأجنبي (ميرال) بدور نادية والدة ميرال
تشارك حاليا في المسلسل الأمريكي (كوانتيكو)

## روابط خارجية
- ياسمين المصري على موقع IMDb (الإنجليزية)
- ياسمين المصري على موقع ألو سيني (الفرنسية)
- ياسمين المصري على موقع أول موفي (الإنجليزية)
- ياسمين المصري على موقع قاعدة بيانات الأفلام السويدية (السويدية)
- ياسمين المصري على موقع قاعدة بيانات الفيلم (الإنجليزية)
- ياسمين المصري على موقع كينوبويسك (الروسية)